# Aartshertogdom Oostenrijk
Het aartshertogdom Oostenrijk (Duits: Erzherzogtum Österreich) was een van de belangrijkste hertogdommen van het Heilige Roomse Rijk. Het was het kerngebied van de Habsburgse monarchie en de voorloper van het keizerrijk Oostenrijk. Het vroegere markgraafschap Oostenrijk werd in 1156 tot (aarts)hertogdom verheven (zie huis Babenberg).
Aartshertogdom Oostenrijk was sinds 1453 de feitelijke naam voor twee vorstendommen:
- het aartshertogdom Oostenrijk beneden de Enns
- het aartshertogdom Oostenrijk boven de Enns

De twee aartshertogdommen zijn vrijwel altijd in personele unie verbonden geweest.

## De titel van aartshertog
De titel van aartshertog is uitgevonden in de 14e eeuw in het zogenaamde Privilegium maius, een "namaak" van het Privilegium Minus door hertog Rudolf IV van Oostenrijk. Maar keizer Karel IV weigerde de titel te erkennen. De hertogen droegen de titel dan maar "uit eigen macht". De titel werd uiteindelijk erkend door keizer Frederik III in 1453, nadat hij zijn vader Albrecht II als keizer opgevolgd had en de Habsburgers blijkbaar blijvend de titel van Rooms keizer verworven hadden. Vanaf de 16e eeuw gingen alle leden van het huis Habsburg de titel van aartshertog of aartshertogin voeren, vergelijkbaar met de titel van prins of prinses in andere koningshuizen.

## Van aartshertogdom tot grootmacht
Vanaf het begin in 1453 waren alle Roomse keizers ook titularis van het aartshertogdom Oostenrijk, op één uitzondering na, keizer Karel VII van 1742 tot 1745. Eigenlijk was het andersom: de Oostenrijkse Habsburgers werden telkens ook tot keizer verkozen. Zij waren trouwens echte verzamelaars van vorstelijke titels. Zo waren zij ook koning van Bohemen en koning van Hongarije. Oostenrijk werd een grote mogendheid.
Keizer Karel V was ook regerend aartshertog van Oostenrijk maar aangezien hij niet in Wenen resideerde, werd hij niet in de eerste plaats met Oostenrijk geassocieerd.

## De aartshertogen en de Nederlanden
Door het huwelijk van Maria van Bourgondië met Maximiliaan, die ook regerend aartshertog van Oostenrijk was, kwamen de Nederlanden in Habsburgse handen.
Na de dood van Karel V gingen de Zeventien Provinciën naar de Spaanse tak van de Habsburgers. Dat belette niet dat familieleden, die de (niet regerende) titel van Oostenrijks aartshertog voerden, vaak landvoogd werden. De meest bekende zijn de aartshertogen Albrecht en Isabella.
Na het Verdrag van Utrecht in 1713 verwierven de regerende "Oostenrijkers" opnieuw alle titels van de voormalige Spaanse Nederlanden: hertog van Luxemburg, Gelre, Brabant en Limburg, graaf van Vlaanderen, Namen en Henegouwen, heer van Mechelen en van Doornik en het Doornikse. Deze werden daarom voortaan de Oostenrijkse Nederlanden genoemd.
(Geschiedenis vanaf 1804: zie Keizerrijk Oostenrijk.)